# Aasen da fucile
La Granata Aasen C per Moschetto Mod. 1970 era una granata da fucile inventata da Nils Waltersen Aasen e prodotta dalla "Società Anonima Defenseur" (SAD) di Copenaghen ed impiegata dal Regio Esercito durante la guerra italo-turca e la prima guerra mondiale insieme agli altri modelli dello stesso progettista Aasen tipo A2 e Aasen tipo C.

## Storia
Mentre la Francia estende, nel 1905, l'addestramento all'uso della bomba a mano a tutta la fanteria, il Regio Esercito, agli inizi del Novecento, è ancora impegnato nella definizione del concetto e nella sperimentazione di numerosi modelli, senza seguito operativo. Nel 1911, alla vigilia della guerra italo-turca, mentre nelle armerie ancora trovano posto le granate di tipo risorgimentale, l'esercito decide l'acquisizione delle bombe danesi Aasen, sia nelle due versioni bomba a mano A2 e C, sia nella versione da fucile. Ampiamente distribuite alle truppe in Libia, nel 1915, all'entrata dell'Italia nella Grande Guerra, le Aasen ancora presenti nei magazzini furono distribuite ad esaurimento alle Armate.

## Tecnica
La Aesen C è una bomba da fucile ad alto esplosivo. Il corpo della bomba è simile a quello della A2: esso è formato da due cilindri concentrici in lamiera di ferro, uno interno contenente la carica esplosiva ed il detonatore ed uno esterno contenente 72 pallette di ghisa da 2,5 grammi incollate con la colofonia. Il corpo interno, caricato con 75 grammi di echo o con 110 grammi di cheddite, è chiuso inferiormente da un fondello a vite di alluminio. Sul fondello è avvitato il governale, un'asta lunga quanto la canna del fucile in lega tenera a base di alluminio, acciaio e bronzo. Il tappo che chiude superiormente il bocchino della spoletta lungo l'asse è forato e filettato per 10 millimetri. Il percussore è formato da un cilindro di metallo terminante superiormente con un'elichetta ed inferiormente con una filettatura anch'essa di 10 millimetri circa avvitata al tappo, mentre la parte rimanente è liscio e di diametro inferiore. Al momento del lancio, la resistenza dell'aria fa ruotare l'elichetta, in modo che la parte filettata del percussore si avviti dentro al tappo della spoletta. Quando termina la filettatura, il percussore è penetrato nella spoletta e la sua punta è a contatto con la capsula d'innesco. In questa posizione, in cui l'esplosione non può ancora avvenire, il percussore rimane fino a che la granata non urta il terreno o altra superficie. In quel momento la punta del percussore penetra nella capsula ed innesca l'esplosione
Il meccanismo di sicura è costituito da un cappelletto, che protegge l'elica durante il trasporto e la conservazione della granata, e da un ritegno che fa da spessore tra l'elica ed il tappo, impedendo la penetrazione accidentale del percussore, i quali vanno entrambi rimossi prima del lancio.

## L'impiego
La bomba era progettata per essere lanciata tramite un normale Moschetto per Reali Carabinieri Vetterli Mod. 1870. Dopo aver rimosso cappelletto e ritegno dalla granata, si inserisce il governale nella canna e si carica il moschetto con apposita cartuccia a salve da 10,35 × 47 mm R. Esistevano due tipi di cartucce: una per la media distanza, caricata con 0,5 grammi di solenite riconoscibile dalla borra verde e da una tacca sul fondello; una seconda per la lunga distanza (300 metri) caricata con 1 grammo di solenite e riconoscibile dalla borra di colore giallo e da due tacche sul fondello. Poggiando il calcio del fucile a terra, si inclina l'arma mirando tramite un'apposita livella posta all'altezza dell'otturatore e si fa fuoco.
Nel 1915 alcune bombe vennero modificate per l'impiego con il Carcano Mod. 91 d'ordinanza, tramite l'inserimento, tra il fondello ed il governale, di un disco che garantiva la tenuta dei gas di scarico.